# Passy (metropolitana di Parigi)
Passy è una stazione della linea 6 della metropolitana di Parigi.

## La stazione

### Situazione
La stazione si trova in rue de l'Alboni, fra Square de l'Alboni, la Place du Costa Rica e l'avenue du Président-Kennedy.
Essa ha la particolarità di essere sotterranea all'estremità occidentale ad all'aperto a quella orientale a causa del declivio del terreno.

### Origine del nome
Il nome deriva dall'antico agglomerato di Passy, e dalla rue de Passy vicina alla stazione.

### Storia
La stazione venne aperta il 6 novembre 1903 come capolinea della 2 sud, che poi venne prolungata alla riva sinistra della Senna il 24 aprile 1906 quando il capolinea venne spostato a Place d'Italie.

## Interconnessioni
- Bus RATP - 72